# Zydwestka

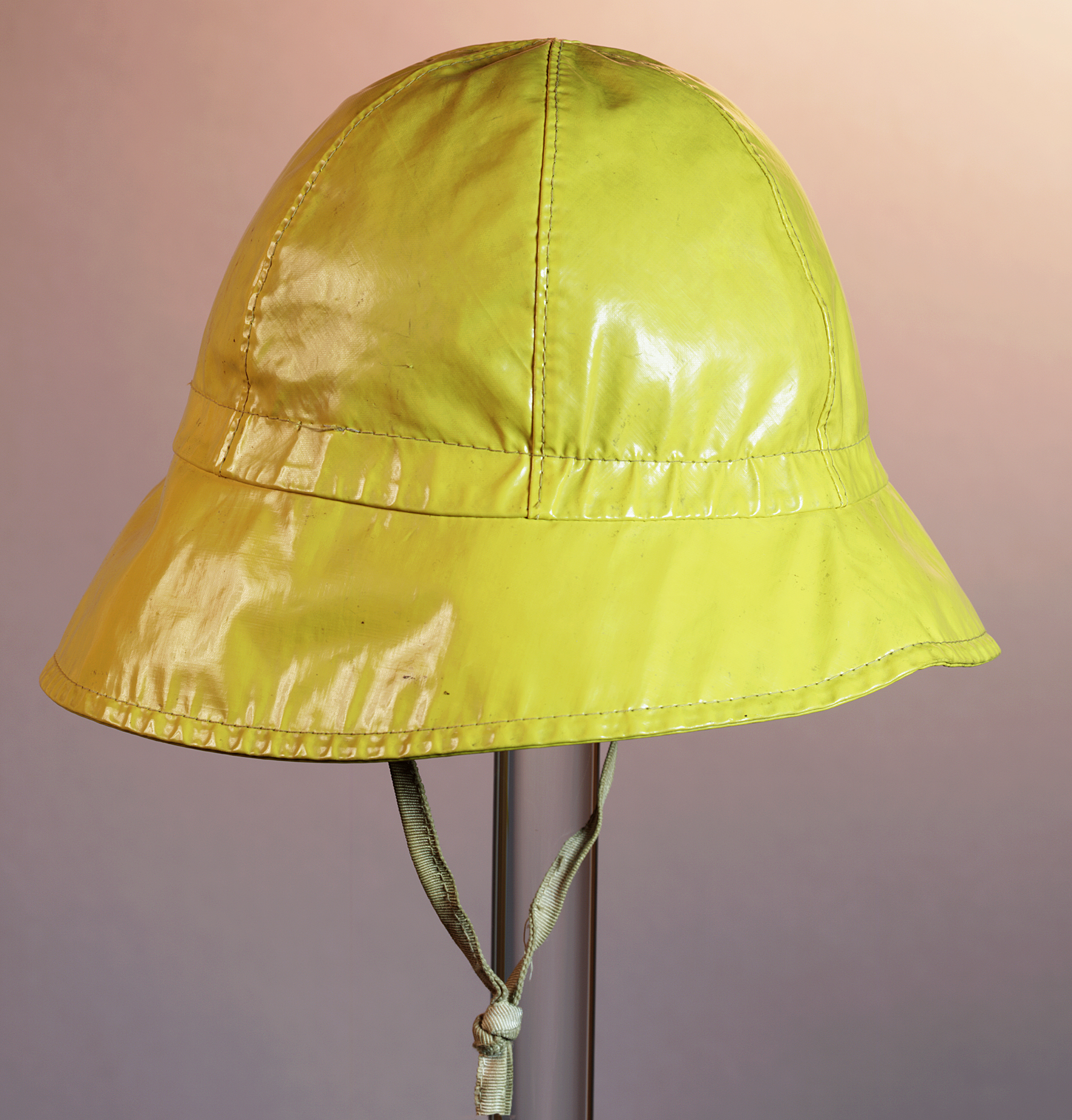
Zydwestka

Zydwestka (zidwestka, ziudwestka) – wodoodporne nakrycie głowy w formie kapelusza z okrągłym rondem, dłuższym z tyłu, zachodzącym na kark, z przodu krótszym i podwiniętym do góry. Używana przez marynarzy, żeglarzy i rybaków, szczególnie jako uzupełnienie sztormiaka.
Zydwestka dawniej wykonywana była z impregnowanego lub gumowanego płótna, obecnie często z syntetycznych nieprzemakalnych tkanin.
Polska nazwa kapelusza pochodzi od niemieckiego słowa Südwester oznaczającego południowo-zachodni (wiatr).